# Pavonia revoluta
Pavonia revoluta är en malvaväxtart som beskrevs av Antonio Krapovickas och Cristobal. Pavonia revoluta ingår i släktet påfågelsmalvor, och familjen malvaväxter. Inga underarter finns listade i Catalogue of Life.